# William R. Day

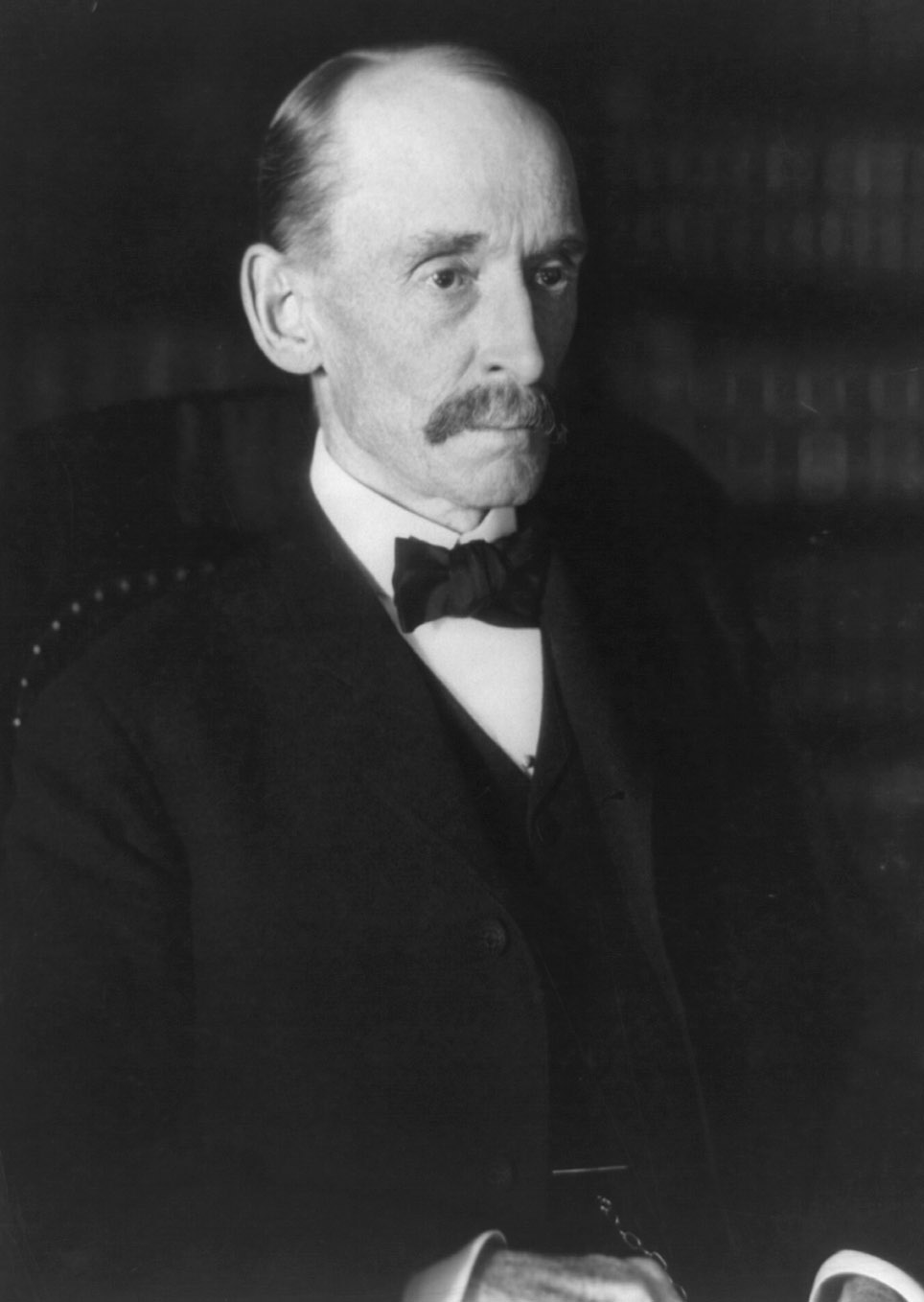
William R. Day

William Rufus Day (* 17. April 1849 in Ravenna, Ohio; † 9. Juli 1923 auf Mackinac Island, Michigan) war ein US-amerikanischer Diplomat, Jurist und Politiker (Republikanische Partei). Er fungierte als Außenminister der Vereinigten Staaten und als Richter am Obersten Gerichtshof.

## Biografie
Im Jahr 1870 graduierte Day an der University of Michigan. Er ließ sich als Rechtsanwalt in Ohio nieder und arbeitete später als Richter.
Von 1897 bis 1898 war er der 22. Assistant Secretary of State (Stellvertretender Außenminister) unter Außenminister John Sherman. Am 28. April wurde er Nachfolger von Sherman als Außenminister unter Präsident William McKinley und blieb dies bis zum 16. September 1898. Als Außenminister unterzeichnete er den Friedensvertrag nach dem Spanisch-Amerikanischen Krieg. Sein Nachfolger als Außenminister wurde John Hay.
Von 1899 bis 1903 war William R. Day Richter am US-Appellationsgericht des 6. Bezirks und direkt anschließend bis 1922 beisitzender Richter am Obersten Gerichtshof der USA (Supreme Court of the United States).